# 光州西部警察署
光州西部警察署（クァンジュソブけいさつしょ）は、光州地方警察庁所管の警察署である。

## 管轄区域
- 西区

## 沿革
- 1970年1月4日 - 全南地方警察庁西光州警察署として開署。
- 1973年7月14日 - 光州西部警察署に改称。
- 1988年8月1日 - 光州警察署を東部警察署に変更。北部警察署（現：光州北部警察署）開署に伴い8派出所を移管。東部警察署（現:光州東部警察署）から3派出所を編入。
- 1995年7月21日 - 光州光山警察署西倉派出所を編入。
- 1999年6月4日 - 西洞を光州南部警察署に移管。
- 2006年3月1日 - 月山4洞、5洞を光州南部警察署に移管。
- 2007年7月2日 - 光州地方警察庁に所属変更。

## 組織
- 警務課
- 生活安全課
- 刑事課
- 捜査課
- 情報保安課
- 警備交通課
- 女性青少年課
- 警備課

## 管轄地区隊
- 金湖地区隊
- 尚武地区隊

## 管轄派出所
- 農城派出所
- 花亭派出所
- 念珠派出所
- 楓岩派出所
- 東川派出所

## 管轄治安センター
- 西倉治安センター
- 柳徳治安センター
- 良洞治安センター
- 光川治安センター